# Hans Fabigan
Hans Fabigan (* 14. Juni 1901 in Wien; † 23. Februar 1975 ebenda) war ein österreichischer Maler und Plakatkünstler. Er erhielt 1961 den Preis der Stadt Wien für Bildende Kunst (Kategorie Angewandte Kunst).

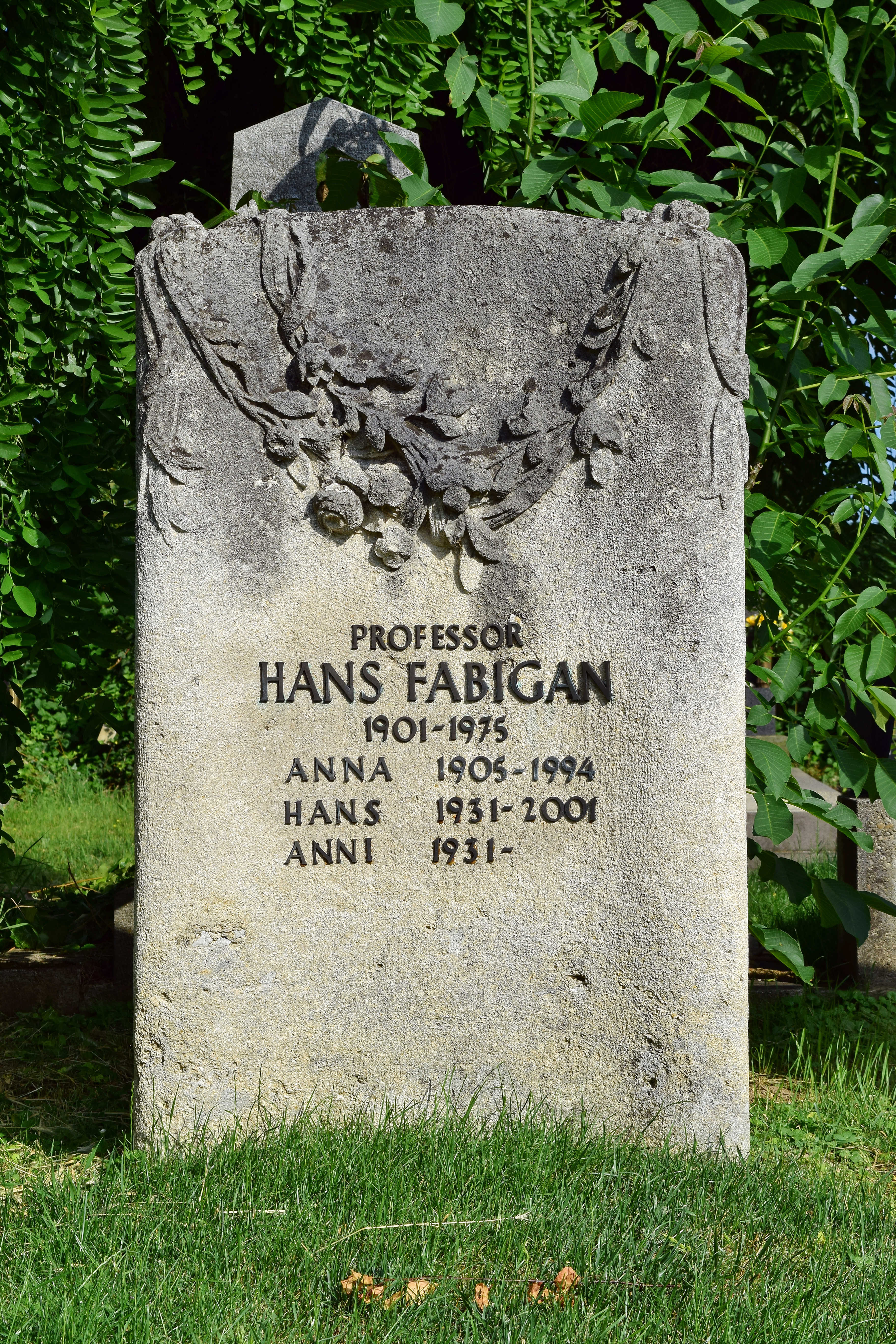
Grab von Hans Fabigan am Wiener Zentralfriedhof

Fabigan besuchte die Wiener Graphische Lehr- und Versuchsanstalt. Seine  erfolgreichste Zeit waren die 1950er-Jahre, in denen er viele Plakate gestaltete und auch an der Kunstschule der Stadt Wien unterrichtete. Fabigan ist in einem ehrenhalber gewidmeten Grab am Wiener Zentralfriedhof (Gruppe 40) bestattet.